# Euroliga 2005./06. (vaterpolo)

## Sudionici
Četvrtzavršnica:

## Završni turnir
Turnir završne četvorice najboljih klubova se održao u Dubrovniku, 19. – 20. svibnja 2006., na bazenu u Gružu.
Postave sudionika:

Jug Dubrovnik:Volarević, Komadina, Bošković, Računica, Kržić, Smodlaka, Marković, Bušlje, Karač, Dobud, Drobac, Fatović, Car, trener: Emil Nikolić
Savona: Ferrari, Onofrietti, Bovo, Mistrangelo, Temellini, Rizzo, Jelenić, Santamaria, Antona, Šapić, Rath, Jokić, Kasas
Pro Recco: Tempesti, Magalotti, Madaras, Mangiante, Szivos, Vujasinović, Mannai, Angelini, Bettini, Calcaterra, Sottani, Deserti, Gennaro, trener: Giuseppe Porzio
Posillipo Napulj:Violeti, Postiglione, Lignano, Buonocore, Afroudakis, Felugo, Galletta, Gallo, Udovičić, Zloković, Costanzo, Silipo, Bencivenga, trener: 
- 19. svibnja

Poluzavršni susreti:

Jug Dubrovnik - Savona 9:8 (3:2, 1:4, 2:0,3:2)

Pro Recco - Posillippo 9:8 (1:2, 2:2, 2:1, 2:2 - 2:1, 0:0)

- 20. svibnja

Susret za 3. mjesto:

Posillippo - Savona 11:8 (2:5, 2:0, 3:1, 4:2)
Završnica

Jug Dubrovnik - Pro Recco 9:7 (3:2, 2:2, 2:2, 2:1)